# Sebastián Aguilera de Heredia
Sebastián Aguilera de Heredia (getauft 15. August 1561 in Saragossa; † 16. Dezember 1627 ebenda) war ein spanischer Organist und Komponist.

## Leben
Aguilera begann seine Karriere 1585 als Organist an der Kathedrale von Huesca. Diese Stelle führte er bis zum 29. September 1603 weiter, als er zum Priester geweiht und Hauptorganist der Kathedrale von Saragossa wurde. Später wurde unter seiner Leitung die Orgel restauriert. Im Dezember 1620 ernannte er einen seiner Schüler, José Ximénez, zum stellvertretenden Organisten, der sein Nachfolger wurde.

## Werke
Aguilera war im Wesentlichen Komponist geistlicher Werke. Der größte Teil seines Werkes bestand aus Kompositionen für die Orgel, während er auch polyphone Stücke verfasste. Er brachte geschickt innere Dissonanzen in sein Werk. Er schrieb auch Orgelarrangements über gregorianische Themen. Eines seiner bekanntesten Werke stellt die Sammlung von 36 polyphonen Arrangements des Magnificats für vier, fünf, sechs und acht Stimmen sowie für Doppelchor dar, die unter dem Titel Canticum Beatissimae Virginis deiparae Mariae gedruckt wurden.